# Vizio Inc.
Vizio Inc. (також просто Vizio, стилізована під VIZIO) — приватна американська компанія, яка займається розробкою та продажем розумних телевізорів та звукових панелей. Vizio продає свою продукцію через фізичну роздрібну торгівлю та через Інтернет. Компанія була заснована в 2002 році і базується в Ірваїні, штат Каліфорнія, США.

## Історія
Компанія була заснована в 2002 році як “V Inc.” підприємцем Вільямом Вангом, а Лейні Ньюсом та Кен Лоу були співробітниками-співзасновниками. До 2004 року Ван змінив назву компанії на Vizio.
У 2006 році дохід компанії оцінювався приблизно в 700 мільйонів доларів, а в 2007 році він перевищив 2 мільярди доларів. Vizio відомий тим, що продає свої телевізори високої чіткості за нижчими цінами, ніж конкуренти.
19 жовтня 2010 року Vizio підписав 4-річний контракт на спонсорство щорічної гри Rose Bowl у американському коледжному футболі в Пасадені, штат Каліфорнія, починаючи з 2011 Rose Bowl і закінчуючи матчем національного чемпіонату Vizio BCS 2014 року. Коли контракт на Rose Bowl закінчився, Vizio підписав контракт на спонсорство Fiesta Bowl, зробивши офіційну назву Vizio Fiesta Bowl.
Наприкінці 2014 року Vizio придбав Advanced Media Research Group, Inc., батька вебсайту розваг BuddyTV.
24 липня 2015 р. Vizio звернувся до американських регуляторних органів з метою залучення до 172,5 млн. дол. США первинною публічною пропозицією простих акцій класу А; однак IPO так і не було завершено.
У серпні 2015 року Vizio придбала Cognitive Media Networks, Inc, постачальника автоматичного розпізнавання вмісту (ACR). Згодом Cognitive Media Networks було перейменовано в Inscape Data.
У листопаді 2015 року Федеральна торгова комісія США (FTC) та Генеральний прокурор Нью-Джерсі висунули звинувачення проти Vizio, стверджуючи, що він збирав персональну інформацію про своїх клієнтів і продавав її рекламодавцям. У лютому 2017 року Vizio погодився заплатити 2,2 мільйона доларів для сплати звинувачень.    Крім того, врегулювання вимагало від Vizio видалення захоплених ним даних та оновлення практики збору даних. Після врегулювання компанія збирала дані лише з телевізійних підрозділів, які прийняли рішення про розкриття інформації.
26 липня 2016 року китайська електронна компанія LeEco оголосила, що придбає Vizio за 2 мільярди доларів; однак придбання було скасовано в квітні 2017 року.
У 2018 році Vizio запустила на своїй платформі SmartCast безкоштовну послугу потокового передавання під назвою WatchFree, що працює від Pluto TV.
Станом на 2020 рік у Vizio працювало 400 співробітників по всій території США в штатах, включаючи Каліфорнію, Південну Дакоту, Вашингтон та Нью-Йорк.

## Продукти
Vizio виробляє телевізори та звукові панелі, а раніше випускав планшети, мобільні телефони та комп’ютери. Vizio виробляє свою продукцію в Мексиці, Китаї та В'єтнамі за домовленостями з виробниками ODM у цих країнах.

### Телевізори
Телевізори є основною категорією продуктів Vizio, і в 2007 році компанія стала найбільшим продавцем РК-телевізорів (за обсягом) у Північній Америці. У лютому 2009 року Vizio оголосив, що припинить виробництво плазмових телевізорів і зосередиться на РК-дисплеях зі світлодіодною підсвіткою.
У березні 2016 року Vizio оголосив про випуск телевізорів SmartCast, що дозволило користувачам керувати екраном з планшета або мобільного додатка. Наступного року Vizio відновив свою платформу Smart TV для включення додатків безпосередньо на екран, включаючи Amazon Prime Video та Netflix. 
У 2018 році Vizio випустив свій перший світлодіодний 4K-телевізор Quantum Dot. Vizio додав функціональність для пристроїв із підтримкою Google Assistant та Alexa, Apple AirPlay2, Apple HomeKit та ігрові функції для своїх телевізорів SmartCast.
У 2020 році Vizio випустив свій перший OLED-телевізор.

### Звукові панелі
У 2013 році Vizio випустив звуковий бар Home Theatre. У 2018 році компанія випустила свої перші звукові панелі Dolby Atmos. Пізніше, у 2020 році, Vizio випустив звукову панель Elevate, першу звукову панель Atmos з обертовими динаміками.

### Минулі продукти
Раніше Vizio випускав інші продукти, крім телевізорів та звукових панелей. У 2011 році Vizio представила Via Tablet і Via Phone, свої перші продукти для планшетів і мобільних телефонів. Наступного року Vizio розпочав виробництво ноутбуків, створивши лінійку комп'ютерів для ПК, що поставляються в ультрабуках та ноутбуках. Також у 2012 році Vizio представив кілька HD-смартфонів Android на азіатських ринках, та Китай і почав продавати цифровий медіаплеєр Google TV "Vizio Co-Star". У 2013 році компанія випустила планшетний ПК Vizio, свій перший планшет Windows 8. Компанія припинила виробництво планшетів та комп’ютерів у 2014 році.

## Зовнішні посилання
- Офіційний вебсайт [Архівовано 27 серпня 2019 у Wayback Machine.]